# The Resistance
Pour les articles homonymes, voir Résistance.
Albums de Muse
Black Holes and Revelations
(2006) The 2nd Law
(2012)
Singles
1. Uprising
Sortie : 7 septembre 2009
2. Undisclosed Desires
Sortie : 16 novembre 2009
3. Resistance
Sortie : 22 février 2010
4. Exogenesis
Sortie : 19 avril 2010

The Resistance est le cinquième album studio du groupe de rock britannique Muse. Édité par Warner Bros., il est publié le 11 septembre 2009 en Belgique, Italie et Allemagne, et le 14 septembre 2009 dans le reste de l'Europe. L’album est produit par le groupe lui-même ainsi que Mark Stent et fut enregistré de septembre 2008 à mai 2009 au Studio Bellini, près du lac de Côme en Italie.
L'album atteint la première place des classements de vingt et un pays à travers le monde, une semaine seulement après sa sortie comme la France[réf. nécessaire], l'Angleterre, ou encore l'Australie. En se classant en première position des classements anglais, le groupe réalise la meilleure vente de disque, et de loin, de 2009, pour une première semaine (148 000 albums vendus). Il réalise également son meilleur classement aux États-Unis en se classant 3e. The Resistance est le huitième album le plus vendu en 2009 dans le monde. Au Canada, l'album est certifié disque de platine (80 000 ventes) en mai 2010, soit huit mois après sa sortie. Il est également l'album le plus rentable de l'année 2010 sur la plateforme de téléchargement iTunes. Le 13 février 2011, il remporte le Grammy Award dans la catégorie du meilleur album rock.
Avec près de 860 000 ventes en France, près de 1.2 million au Royaume-Uni et 6 millions dans le monde. The Resistance est à ce jour, l'album le plus vendu dans l'histoire du groupe. 

## Développement
L’enregistrement se déroule, de janvier à mai 2009, dans le studio personnel de Matthew Bellamy, au lac de Côme en Italie. Plusieurs vidéos de leurs sessions d’enregistrement ont été publiées sur des sites de vidéos en ligne. L’orchestre symphonique de Milan est sollicité par le groupe pour l’enregistrement de l’album. Il s’agit d'un orchestre de 40 musiciens ayant joué sur la chanson Exogenesis: Symphony. Le leader Matthew Bellamy, déclare en septembre 2009 n'avoir enregistré aucune autre chanson pour l'album contrairement à tous les précédents. Il s'agit de la première fois qu'ils n'enregistrent que le contenu de l'album en sachant à l'avance quels morceaux seraient présents. Ce qui signifie qu'il n'y aura sûrement aucun nouveau titre enregistré en 2008 en faces-B des singles pour The Resistance. Il y aura par contre des anciens morceaux de la période Black Holes and Revelations comme Soaked par exemple. À la mi-juin 2009, l'album est terminé et sa sortie est programmée par Warner Bros. pour le 14 septembre 2009. Cet opus est donc publié quelques jours avant le début de la tournée du groupe pour sa promotion. En effet, le trio sera sur scène en septembre et octobre pour une tournée des stades américains en première partie de U2 et en tournée en Europe, en solo, à partir du mois d’octobre, dont sept dates en France. Le 1er novembre 2009, l'album sort légalement en ligne sur internet en version instrumentale.
Le premier single est Uprising, diffusé pour la première fois le 3 août 2009 à 19 h 30 BST sur la BBC. De plus, United States of Eurasia est la récompense de la chasse au trésor et a été diffusée en exclusivité mondiale sur la BBC Radio 1 le 20 juillet à 20 h[réf. nécessaire].

## Caractéristiques
Le titre Exogenesis est une composition symphonique. Un titre est un mix d’une inspiration de Sgt. Pepper des Beatles et de musique classique. Plusieurs chansons prennent leur influence dans le RnB contemporain et plus particulièrement Timbaland comme Undisclosed Desires. Sur ce morceau ne figure ni guitare ni piano mais plutôt des battement de batterie et un chant très rythmique[réf. nécessaire].
Uprising est un morceau de heavy-rock. La seconde partie de la piste, intitulée Collateral Damage, est une reprise du Nocturne no 2, op. 9 no 2 de Frédéric Chopin[réf. nécessaire].
Les thèmes abordés sont : l'amour secret, le combat, la résistance, la guerre, la dictature, les conflits politiques et une interrogation sur l'origine de la vie. Matthew s’est inspiré, pour l’écriture des paroles, du livre 1984 de George Orwell[réf. nécessaire].

## Liste des pistes
| No  | Titre                                           | Durée |
| --- | ----------------------------------------------- | ----- |
| 1.  | Uprising                                        | 5:04  |
| 2.  | Resistance                                      | 5:46  |
| 3.  | Undisclosed Desires                             | 3:56  |
| 4.  | United States of Eurasia (+Collateral Damage)   | 5:47  |
| 5.  | Guiding Light                                   | 4:13  |
| 6.  | Unnatural Selection                             | 6:54  |
| 7.  | MK Ultra                                        | 4:06  |
| 8.  | I Belong to You (+Mon cœur s'ouvre à ta voix)   | 5:38  |
| 9.  | Exogenesis: Symphony Part 1 (Overture)          | 4:18  |
| 10. | Exogenesis: Symphony Part 2 (Cross-Pollination) | 3:56  |
| 11. | Exogenesis: Symphony Part 3 (Redemption)        | 4:37  |

## Classements hebdomadaires
| Classement (2009)                  | Meilleure position |
| ---------------------------------- | ------------------ |
| Allemagne (Media Control AG)       | 1                  |
| Australie (ARIA)                   | 1                  |
| Autriche (Ö3 Austria Top 40)       | 1                  |
| Belgique (Flandre Ultratop)        | 1                  |
| Belgique (Wallonie Ultratop)       | 1                  |
| Danemark (Tracklisten)             | 1                  |
| Espagne (Promusicae)               | 2                  |
| États-Unis (Billboard 200)         | 3                  |
| États-Unis (Alternative Albums)    | 1                  |
| Finlande (Suomen virallinen lista) | 3                  |
| France (SNEP)                      | 1                  |
| Italie (FIMI)                      | 1                  |
| Japon (Oricon)                     | 11                 |
| Nouvelle-Zélande (RIANZ)           | 1                  |
| Norvège (VG-lista)                 | 1                  |
| Pays-Bas (Mega Album Top 100)      | 1                  |
| Portugal (AFP)                     | 2                  |
| Royaume-Uni (UK Albums Chart)      | 1                  |
| Royaume-Uni (Rock & Metal Albums)  | 1                  |
| Suède (Sverigetopplistan)          | 8                  |
| Suisse (Schweizer Hitparade)       | 1                  |

## Versions alternatives par Matt Bellamy
En juillet 2021, Matthew Bellamy, compositeur et interprète du morceau avec Muse, sort une version alternative en solo du morceau Guiding Light sur son album Cryosleep. Le morceau est joué avec la guitare Fender Telecaster de Jeff Buckley avec laquelle il a joué Grace.